# 千葉県立八千代東高等学校
千葉県立八千代東高等学校（ちばけんりつ やちよひがしこうとうがっこう）は、千葉県八千代市村上にある県立高等学校。略称は「八千東」（やちひが）。

## 設置学科
- 普通科

## 概要
- 千葉県八千代市にある中堅校である。
- 校訓は、「仰高」で理性を求め飛躍せよという意味である。
- 校章は、校門前に咲いている躑躅で、学校祭の名称にもなっている。
- 2011年に校内に冷房が設置された。
- プールは長らく故障のまま放置されており、他の千葉県の多くの公立高校と同様にプールでの水泳の授業は無い。現在はプールの更衣室は野球部員の着替え場所となっている。
- 2年次の修学旅行は、ここ数年は沖縄方面へとなっている。

## 沿革
- 1977年（昭和52年） - 開校
- 2007年（平成19年） - 創立30周年記念式典挙行
- 2009年 (平成21年)  - 校舎耐震工事竣工

## 学校行事
- 4月 - 入学式
- 5月 - 遠足
- 9月 - 文化祭（躑躅祭文化の部）
- 10月- 体育祭（躑躅祭体育の部）・生徒会役員選挙　修学旅行
- 3月 - 卒業式

## 部活動

### 部活動の実績
- 野球部は2009年7月、千葉県大会で初優勝し、春夏通じて初の全国高等学校野球選手権大会（第91回）に出場した。八千代市内の高校としては1998年（第80回）の八千代松陰高校以来11年振りの夏の甲子園出場である。
- 水泳部は、1986年のインターハイ(全国総体)で男子200m平泳ぎで優勝した。また翌年（1987年）の第42回国民体育大会にて女子100m平泳ぎで第3位に入賞した経歴がある。

運動系
- 野球部
- サッカー部
- テニス部
- 剣道部
- バスケットボール部
- バレーボール部
- バドミントン部

文化系
- 吹奏楽部
- 演劇部
- JRC部
- フォークソング部
- 書道部
- 将棋部
- 茶道部
- 英語部
- 家庭部
- 写真部
- 漫画研究部
- 美術部

同好会
- ソフトテニス同好会

## 著名な卒業生
- 和泉史郎 - 元俳優
- 川本成 - お笑い芸人、あさりど
- 疋田紗也 - グラビアアイドル

## 交通
- 京成電鉄本線勝田台駅下車　東洋バス　　　21番系統  村上団地行きバス　62番系統  村上団地経由もえぎ野車庫行き（村上団地第一）下車徒歩6分（勝田台駅からバスでの所要時間約20分）（勝田台駅から徒歩約37分）
- 東葉高速鉄道線村上駅下車  徒歩約25分